# سنا مرسني
سناء مرسني امرأة سياسة مولودة في 1 ديسمبر 1984 بجندوبة. هي عضوة بالمجلس الوطني التأسيسي التونسي ممثلة عن حزب حركة النهضة بدائرة جندوبة. كما تم انتخابها مرة ثانية كنائبة بالبرلمان التونسي.

## تكوينها
درست سناء مرسني الأداب في البداية قبل أن تتحصل على شهادة في العلوم الإجرامية بكلية القانون بجامعة تونس المنار. و قد كان موضوع أطروحتها بالدكتوراه حول الانتقال الديموقراطي بتونس.

## مسيرتها
بدأت النائبة مسيرتها بالأساس كمحامية بدون أي خبرة سياسية قبل الانضمام إلى حركة النهضة ويتم انتخابها عضوة بالمجلس الوطني التأسيسي سنة 2011 لتمثيل دائرة جندوبة مما خولها المشاركة في صياغة الدستور التونسي الجديد التي تمت المصادقة عليه سنة 2014.
في 2014 تم انتخابها كممثلة في البرلمان ، حيث تشغل منصب مقرر لجنة التشريعات العامة.
و في نفس السنة قدمت سناء مرسني مع زميلتها النائبة لطيفة حبشي مقترح تنقيح بالدستور لمنح الحكومة سلطة تعيين أعضاء من السلطة القضائية. تمت معارضة هذا المشروع بشدة من قبل أعضاء المعارضة، أي كل من الجبهة الشعبية والكتلة الديمقراطية، وقامت دعوة إلى قيام نقابة القضاة التونسيين بإضراب. إلا أن القرار حضي بالقبول في الأخير بأغلبية 109 أصوات. في عام 2015 ، عندما أعاد البرلمان فرض عقوبة الإعدام على جرائم الإرهاب، صرحت مرسني بأن مثل هذا الإجراء لن يردع «الإرهابيين الذين يبحثون عن الموت للذهاب إلى الجنة».